# ناحیه لینکلن (شهرستان واشینگتن، آرکانزاس)
ناحیه لینکلن، شهرستان واشینگتن، آرکانزاس (به انگلیسی: Lincoln Township) یک منطقهٔ مسکونی در ایالات متحده آمریکا است که در شهرستان واشینگتن، آرکانزاس واقع شده‌است. ناحیه لینکلن ۱٬۷۵۲ نفر جمعیت دارد و ۴۴۴ متر بالاتر از سطح دریا واقع شده‌است.